# 引力波
在廣義相對論裡，重力波是時空的漣漪。當投擲石頭到池塘裡時，會在池塘表面產生漣漪，從石頭入水的位置向外傳播。當帶質量物體呈加速度運動時，也會在時空產生漣漪，從該物體位置向外傳播，這种時空的漣漪就是重力波。由於廣義相對論限制了引力相互作用的傳播速度為光速，因此兩個宇宙物體間萬有引力的感應會產生重力波的現象，我們可以想像在平面上放置一顆重球移動後，造成平面的時空扭曲波擴散出去要一段時間，之後才會對遠方的另一顆球產生影響。相反地說，牛頓重力理論中的交互作用是以無限的速度傳播，所以在這一理論下並不存在重力波。
由於重力波與物質彼此之間的相互作用非常微弱，重力波很不容易被傳播途中的物質所改變，因此重力波是優良的資訊載體，使人類能夠觀測從宇宙深處傳來的寶貴資訊。重力波天文學是觀測天文學的一門新興分支。重力波天文學利用重力波來收集對於劇烈天文事件的重力波波源資訊，如白矮星、中子星與黑洞一類的星體所組成的聯星，超新星與大爆炸也是劇烈天文事件的重力波波源。天文學家可以利用重力波觀測到超新星的核心，或者大爆炸的最初幾分之一秒，利用電磁波是不足以觀測到這些重要天文事件的:212－213。
1916年，阿爾伯特·愛因斯坦即根據廣義相對論預言了重力波的存在。1974年，拉塞爾·赫爾斯和約瑟夫·泰勒發現赫爾斯－泰勒脈衝雙星。這雙星系統在互相公轉時，由於不斷散發重力波而失去能量，因此逐漸相互靠近，這現象為重力波的存在提供了第一個間接證據。科學家也利用重力波探測器來觀測重力波現象，如簡稱LIGO的激光干涉重力波天文台。2016年2月11日，LIGO科學團隊與處女座干涉儀團隊共同宣布於2015年9月14日首次直接觀察到重力波，其源自於雙黑洞合併。之後，又陸續多次觀察到重力波事件，例如2017年8月17日首次探測到源自於雙中子星合併的重力波事件GW170817。除了LIGO以外，另外還有幾所重力波天文台正在建造。2017年，萊納·魏斯、巴里·巴利許與基普·索恩因成功觀察到重力波，而獲得諾貝爾物理學獎。

## 概述

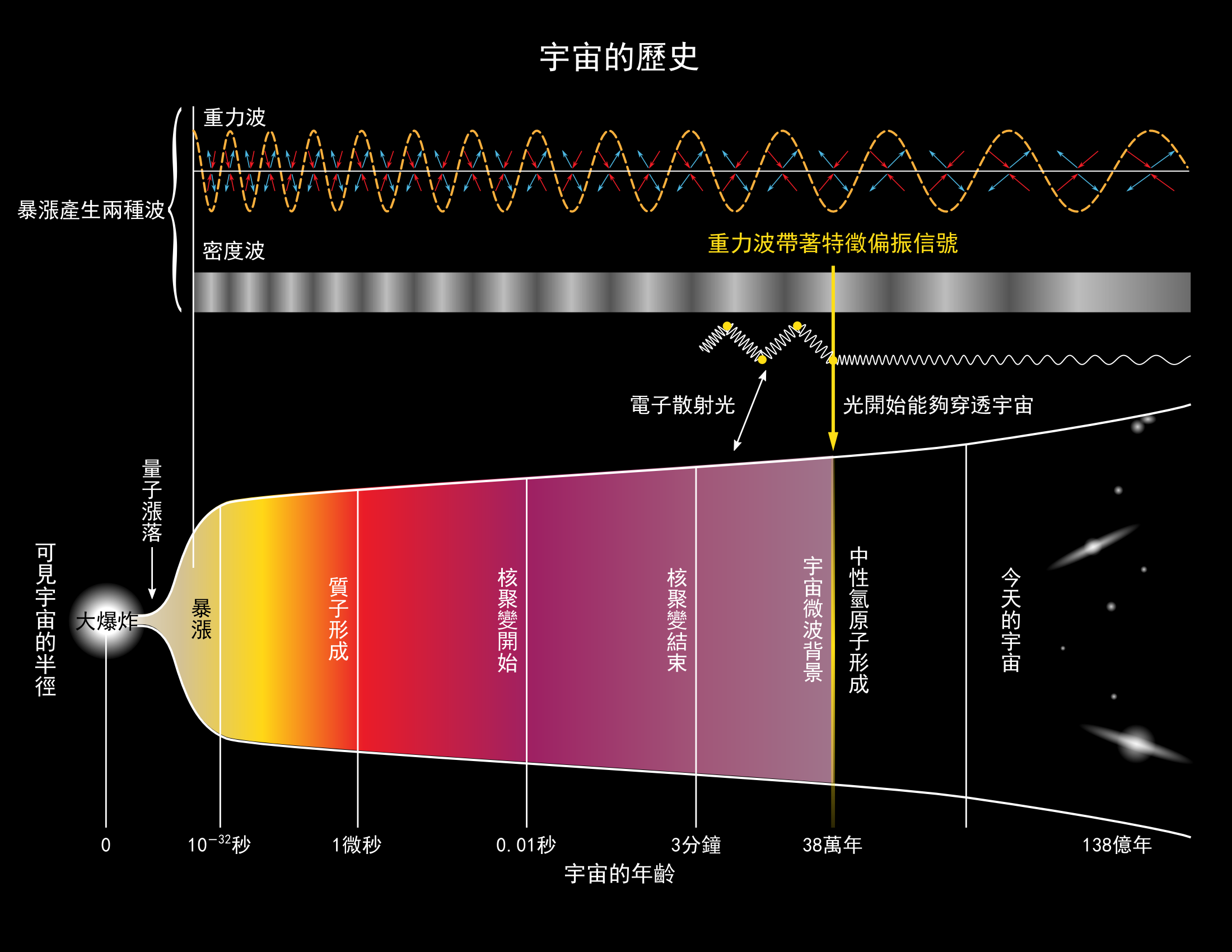
宇宙的歷史。根據推測，大爆炸剛發生後的超光速暴脹過程產生了重力波。

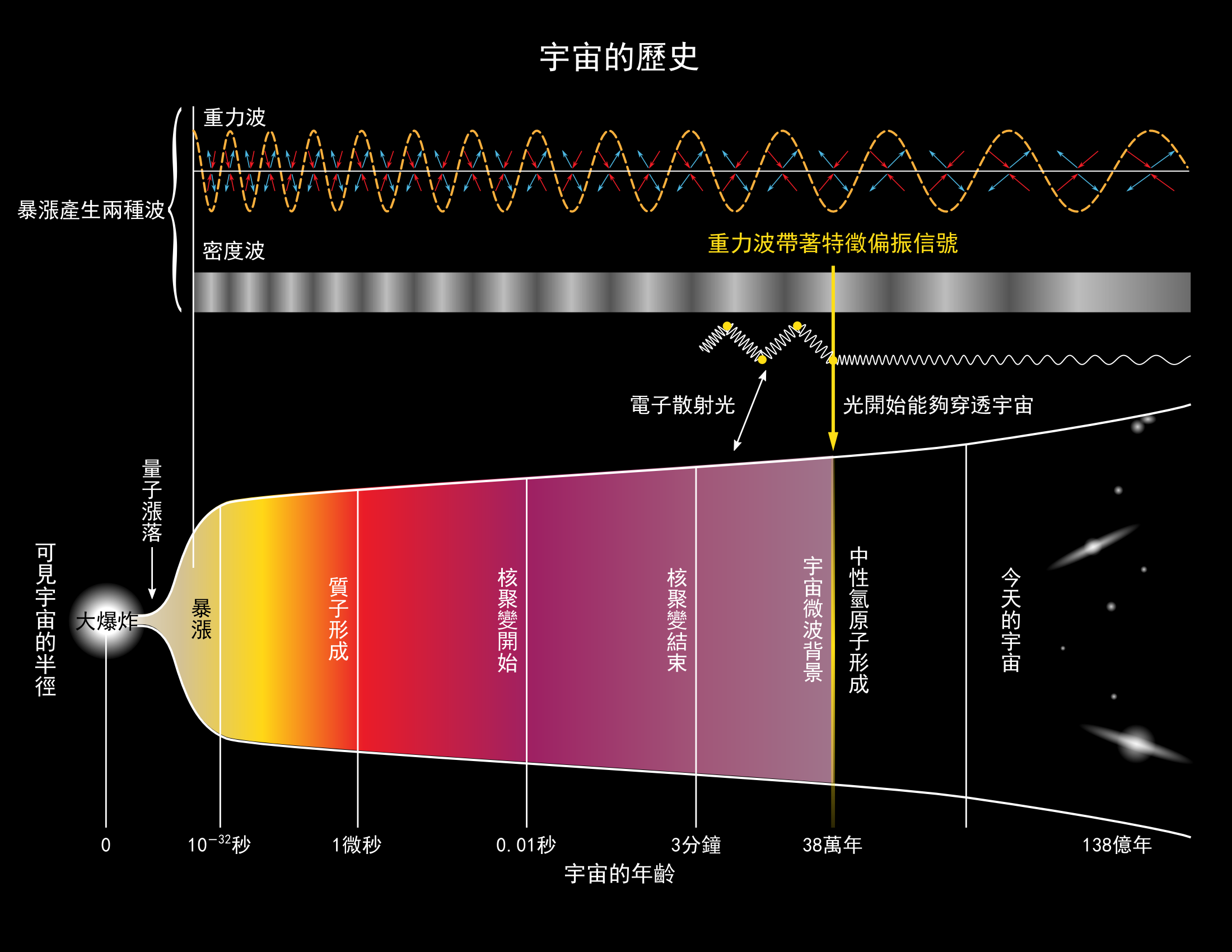
宇宙的历史。根据推测，大爆炸刚发生后的超光速暴涨过程产生了重力波。

愛因斯坦廣義相對論所描述的重力，是時空扭曲所產生的一種現象。質量可以導致這種扭曲，質量越大所造成的時空扭曲也越大。當物質在時空中運動時，時空的扭曲也會跟著移動。這些有加速度的物體運動時所產生的扭曲變化會以光速像波一樣向外傳播。這一傳播現象就是重力波。
當重力波通過遠處的觀測者時，觀測者會因為觀察到形變而發現時空被彎曲了–兩個自由物體之間的距離會有節奏地波動，頻率與該重力波相同。然而，在這一過程中，這兩個自由物體並沒有受力，座標位置也沒有變化；改變的，是時空座標本身的距離。在觀測者處的重力波震幅和與波源間的距離呈反比。根據預測，螺旋形靠近的中子雙星系統由於質量大、加速度高，因此在合併時會發射出強大的重力波，但因為距離尺度之大，此重力波到達地球時已經低於波源處的10−20倍。科學家不斷使用更靈敏的偵測儀來偵測這種極細微的重力波存在。最為敏感的偵測器位於LIGO和VIRGO天文台，2012年時靈敏度為5×10−22。歐洲太空總署正在發展一座用來探測重力波的太空天文台，雷射干涉太空天線，簡稱LISA。
重力波能夠穿透電磁波所無法穿透的空間，重力波能夠幫助了解黑洞合併或位於宇宙遠處的各種天體。重力波可讓我們探索無法用光學望遠鏡和無線電望遠鏡等傳統方式觀測的天體，因此重力波天文學使我們能夠用新的方式來了解宇宙的運行。宇宙學家還能夠利用重力波來觀測宇宙最早期狀態。傳統的天文學方法無法用來直接觀測早期宇宙，因為在復合之前，宇宙無法被電磁波所穿透。對重力波更精確的測量還能進一步驗證廣義相對論。
重力波理論上可以任何頻率存在，但頻率極低的幾乎無法探測，而極高頻率也沒有可觀測的已知波源。史蒂芬·霍金和維爾納·伊斯雷爾（Werner Israel）預測，可以被探測到的重力波頻率在10−7 Hz和1011 Hz之間。

## 歷史

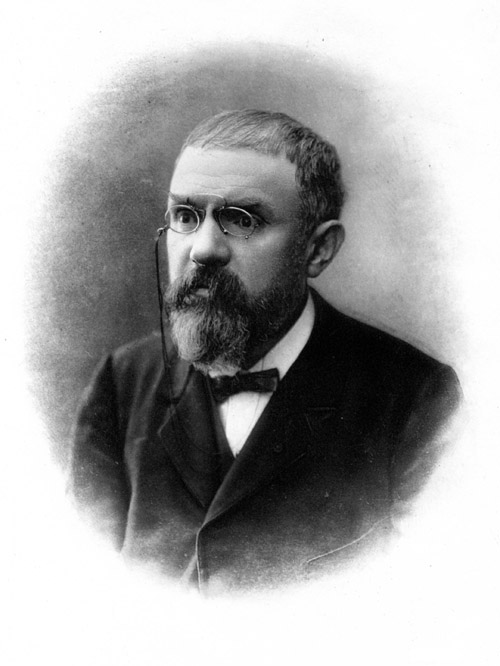
昂利·庞加莱是最偉大的理論天文學者之一。

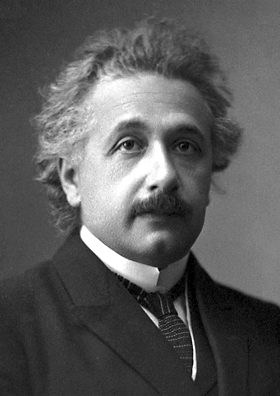
阿爾伯特·愛因斯坦

1905年，昂利·龐加萊最先提出，如同有加速度的電荷會生成電磁波，有加速度的質量在重力的相對論場中運動也會生成重力波。1915年阿爾伯特·愛因斯坦發表廣義相對論時，則對於龐加萊的觀點抱持懷疑態度，因重力不似電荷有偶極子的概念，但他仍然使用了這個概念去推導重力波的樣貌。在1916年論文《重力場方程組的近似積分》裡，他闡明怎樣使用廣義相對論來推導出重力波，他並且給出三種不同的重力波，赫爾曼·外爾稱它們為「縱縱波」、「縱橫波」與「橫橫波」。
發表後，愛因斯坦所使用的近似與假設則引起了學界更多的疑問，甚至連愛因斯坦自己也對自己的推導出缺乏信心。1922年，亞瑟·愛丁頓指出在愛因斯坦的三種重力波中，有兩種在不同座標系統中推導出的傳播速度不相同，暗示著重力波能以任意速度傳播，愛丁頓詼諧地稱它們以「想像的速度」傳播。因此學界也開始質疑，對於剩下的橫橫波－愛丁頓所證不論任何座標系統下，橫橫波皆以光速傳播－是否具有物理意義。:72
1936年，愛因斯坦與納森·羅森在《物理評論》中發表的《重力波存在嗎？》一文中表示，重力波在廣義相對論中不存在，因為每一道場方程式的解都會出現奇點。《物理評論》的主編將原稿交給霍華德·羅伯遜同行審查，發現原稿提到的這些奇點是因用了圓柱形座標產生的座標奇點，對原本的理論不造成傷害。主編於是將這問題告知愛因斯坦。然而，因愛因斯坦不清楚「同儕評鑑」的概念，憤而撤回原稿，並從此再也不在《物理評論》發表論文。儘管如此，他的助理利奧波德·英費爾德與羅伯遜連絡後，成功地說服愛因斯坦相信同行批評，相反結論的文章改名為《論重力波》，轉發表於《富蘭克林會社期刊》。:79ff1956年，英國理論物理學者菲立克斯·皮拉尼，在論文《論黎曼張量的物理意義》裡，則補救了原理論中使用不同坐標系得到的不同結論，並將其改寫為可供觀察的黎曼曲率張量來表達重力波，此方法能夠迴避因座標系產生的難題，並且展示出，粒子會在重力波通過時來回震盪。
皮拉尼的論文並未獲得重視，因為當時學界正專注於另一問題：重力波是否傳輸能量？在北卡羅萊納大學教堂山分校舉辦的「第一次廣義相對論大會」中，理查·費曼提出一個思想實驗，名為黏珠論點，其表明，假設在一根棍子上有兩粒自由滑動的珠子，而這根棍子垂直於重力波的傳播方向，則重力波會使得串珠沿著棍子震盪，串珠與棍子會因接觸摩擦而產生熱能，表示重力波在做機械功，因此重力波會傳輸能量。
教堂山會議之後，約瑟·韋伯設計並建成第一個重力波探測器，知名為韋伯棒。1969年，他聲稱，首度探測到重力波的信號。且於隔年表示，經常探測到源自於銀河系中心的重力波訊號。然而這引起學界質疑此實驗的合理性，因按其結果推算的能量損失速度，本銀河系的年齡應遠短於所推測的年齡。這些質疑到了70年代中期變得合理，因很多其他實驗團隊無法從自己的韋伯棒中證明實驗的再現性，因此到了1970年代晚期韋伯的實驗結果已被學界公認為是有謬誤的。
但，重力波存在的間接證據大約也在同時期出現，1974年，拉塞爾·赫爾斯和約瑟夫·泰勒發現赫爾斯－泰勒脈衝雙星，此也使得兩位物理學家在1993年獲得諾貝爾物理學獎。1979年，在脈衝星計時觀測中發現，這個雙星系統在互相公轉時，由於散發重力輻射而失去能量及角動量，導致彼此距離逐漸靠近，此與廣義相對論的預測相符合。。
這個間接證據刺激了更多的研究，即使在韋伯的實驗失敗後，一些團隊致力於改良韋伯的實驗，另外有一些團隊則研究用其他方式來偵測，俄國物理學者麥可·葛特森希坦與弗拉基斯拉夫·普斯投沃特於1962年，發表使用干涉儀來探測重力波的方法。幾年後，約瑟·韋伯與莱纳·魏斯分別獨立地發表類似點子。1971年，在休斯研究實驗室工作的羅伯特·弗爾沃德首先製成臂長8.5m的重力波干涉儀雛型，經過150小時的觀測以後，弗爾沃德報告，並未觀測到重力波。
在美國國家科學基金會催促下，加州理工學院與麻省理工學院於1984年簽署了一份合約，同意合作設計與建造激光干涉重力波天文台（LIGO），並且由基普·索恩、朗納·德瑞福 與莱纳·魏斯組織一個指導委員會共同主持這計畫。1990年，LIGO計畫獲得批准，在路易斯安那州的利文斯頓與在华盛顿州的汉福德分別建造相同的探測器，這是為了刪除缺乏關聯的信號。1994年開始動工， 1999年完工。2002年正式第一次探測重力波，2010年結束蒐集數據。在這段時間內，並未探測到重力波，但獲得了很多寶貴經驗。在2010年與2014年之間LIGO被重新設計與重新建造，改善靈敏度超過10倍以上，升級後被稱為「先進LIGO」，於2015年再次開啟運作。
2016年2月11日，LIGO科學團隊與VIRGO團隊共同宣布，已於2015年9月14日探測到重力波，其源自於離地球410 百萬秒差距（13億光年）之遠的由兩個質量分別為36+5
−4倍太陽質量和29+4
−4倍太陽質量的黑洞合併，最終形成質量為62+4
−4倍太陽質量的黑洞。這事件稱為GW150914。 2015年12月26日，再次探測到重力波，這次稱為GW151226的事件是源自於離地球440 百萬秒差距（14億光年）之遠的由兩個質量分别為14.2+8.3
−3.7倍太陽質量、7.5+2.3
−2.3倍太陽質量的黑洞合併成為質量為20.8+6.1
−1.7倍太陽質量的黑洞。 2017年1月4日，第三次探測到重力波，波源離地球有880 百萬秒差距（29億光年）之遠，是由兩個質量分别為31.2+8.4
−6.0倍太陽質量、19.4+5.3
−5.9倍太陽質量的黑洞合併後，形成質量為48.7+5.7
−4.6倍太陽質量的黑洞。這事件稱為GW170104。
2017年8月14日，第四次探測到重力波，質量分別為太陽的30.5+5.7
−3.0 倍和25.3+2.8
−4.2 倍的兩個大型黑洞，在大約540+130
−210百萬秒差距（18+4
−7億光年）處合併為一。這次的重力波訊號，是LIGO的兩台重力波探測器和Virgo歐洲重力波探測器，共三台史上第一次同時偵測到。這事件稱為GW170814，類型是雙黑洞合併。新生產的旋轉黑洞大約是我們太陽質量的53.2+3.2
−2.5倍，這意味著大約2.7+0.4
−0.3個太陽質量在合併過程中被轉化為重力波能量。由於是三台同時偵測到，所以可以精確定位訊號在天空中的位置（60平方度）。
2017年8月17日，LIGO與VIRGO首次探測到，在距離地球僅僅1.3億光年之處，兩個中子星因合併而產生的重力波事件GW170817。LIGO與VIRGO的三台干涉儀能夠將訊號在天空中的區域精確定位至28平方度。在重力波被偵測到的1.7秒之後，費米伽瑪射線空間望遠鏡（Fermi）也偵測到短暫的伽瑪射線暴GRB170817A。約11小時之後，位於智利的斯沃普望遠鏡在引力波源區域發現到光學瞬變天文事件AT 2017gfo，其位於長蛇座的星系NGC 4993。學者認為，兩個中子星相互碰撞，首先產生引力波事件GW170817，然後再產生短暫伽瑪射線暴GRB170817A與千新星AT 2017gfo。重力波與電磁波的首次同時被觀測到，象徵著多信使天文學的新時代已經來臨。

## 通過時的效應

一個由粒子組成的環在十字型偏振重力波下的作用

一個由粒子組成的環在交叉型偏振重力波下的作用

要了解重力波通過觀測者時的作用，可以想像一個完全平坦的時空區域，裡面有一組靜止的試驗粒子形成一個平面。當重力波沿著垂直於該平面的方向通過這些粒子時，它們就會隨著扭曲了的時空而「十字形」擺動（見右邊動畫）。試驗粒子所包圍之面積不變，而且粒子不會沿波傳遞方向運動:209-210。當橫向粒子距離最大時，縱向的粒子距離就最小；相反，橫向離子距離最小時，縱向粒子距離就最大。
動畫大大誇大了粒子的擺動，重力波的振幅實際上是非常小的。兩個質量互相作圓周軌道運動，就可以產生這種效果。在這種情況下，重力波的振幅不變，但其偏振平面會以公轉週期的兩倍旋轉。所以重力波大小（週期性時空應變）會隨時間改變，如動畫所示。如果軌道呈橢圓形，則振幅本身也會隨時間變化。
正如其他波一樣，重力波也有幾項特徵屬性：:203-204
- 振幅：通常記作h，描述波大小的一個純量，是兩個粒子間距離的最大擠壓度佔原距離的比例[38][a]。動畫中的振幅大約為h=0.5(50%)。兩個黑洞合併時所產生的重力波在通過地球時，振幅只有h~10−21[19]。
- 頻率：通常記作f，波振動的頻率（1除以兩次最大擠壓之間的時間間隔，週期的倒數）。
- 波長：通常記作λ，波的兩個最大擠壓處之間的空間間隔。
- 速度：波傳播的速度。在廣義相對論中，重力波以光速c傳播[1]。

重力波的速度、波長和頻率之間的關係為c = λ f，這與電磁波的對應方程相同。例如，動畫中的粒子大約每2秒擺動一次，即頻率為0.5 Hz，並可計算出波長約為600,000 km，即大約地球直徑的47倍。
以上例子假設了波具有「十字型」線性偏振，記作{\displaystyle h_{+}}。和光波的偏振不同的是，重力波的偏振之間呈45度角，而非90度。如果偏振為「交叉型」{\displaystyle h_{\times }}，那麼試驗粒子的波動十分相似，只是方向旋轉了45度，正如第二幅動畫所示。和光波一樣，重力波偏振還可以以圓偏振波表示。重力波的偏振取決於波源的性質和角度:209-210。

### 振幅上限的估算
重力波的光度為一個四極矩對時間作三階導數的函數。
一個典型系统的四極矩分量{\displaystyle Q_{ij}}具有{\displaystyle MR^{2}}的量級，M是指系統的質量，R是系统的半徑，因此可以認為這一分量對時間的二階導數具有{\displaystyle Mv^{2}}的量级，其中{\displaystyle v^{2}}是系统内部引起引力輻射的運動速度的平方。則代入四極矩公式可得辐射的重力波强度为：:第4.1.2節
{\displaystyle h<\phi _{int}\phi _{ext}}
{\displaystyle h\sim {\frac {2Mv^{2}}{r}}}。
注意到这里{\displaystyle {\frac {M}{r}}}就是波源外部距离为r处的牛顿引力势，重力波强度与外部引力势{\displaystyle \phi _{ext}}的比值{\displaystyle \epsilon }为
{\displaystyle \epsilon \sim 2v^{2}}。
根据自引力系统的位力定理，这个比值不能大于波源内部牛顿引力势的最大值{\displaystyle \phi _{int}}。这样得到了一个很方便实用的估算重力波振幅上限的方法。
对于一个在室女座星系团内放出引力辐射的中子星，可估算出其引力辐射的上限为5×10-22。几十年来，科學家都利用这种方法來估算重力波探测器灵敏度的最低要求:第4.1.2節。

### 频率上限的估算
对某些特殊的重力波源而言，其引力辐射频率是受波源运动直接制约的，例如一个自转的脉冲星的引力辐射频率是其自转频率的两倍:第4.2.2節。但对大多数双星系统，引力辐射频率和其自然频率相关，自然频率定义为:第2.1節
{\displaystyle f_{0}={\sqrt {{\bar {\rho }} \over 4\pi }}}
这里{\displaystyle {\bar {\rho }}}是波源的能量-质量的平均密度。在双星系统中这个频率和其轨道频率有相同的数量级。
很显然波源的质量M和尺寸半径R决定了它的自然频率，对球体而言有{\displaystyle {\bar {\rho }}={\frac {3M}{4\pi R^{3}}}}。对一个质量为1.4倍太阳质量，半径为10千米的中子星，其自然频率为1.9千赫兹；对一个质量为10倍太阳质量，视界半径为30千米的黑洞，其自然频率为1千赫兹；而对于质量为2.5×106倍太阳质量，位于银河系中心的超大质量黑洞，其自然频率为4毫赫兹，因为其密度反而更低:第4.1.3節。从自然频率估计的引力辐射频率一般来说在數量級上是正确的，本质上是一个快捷但很粗略的估计，得到是其真实频率的上限:1。

## 波源

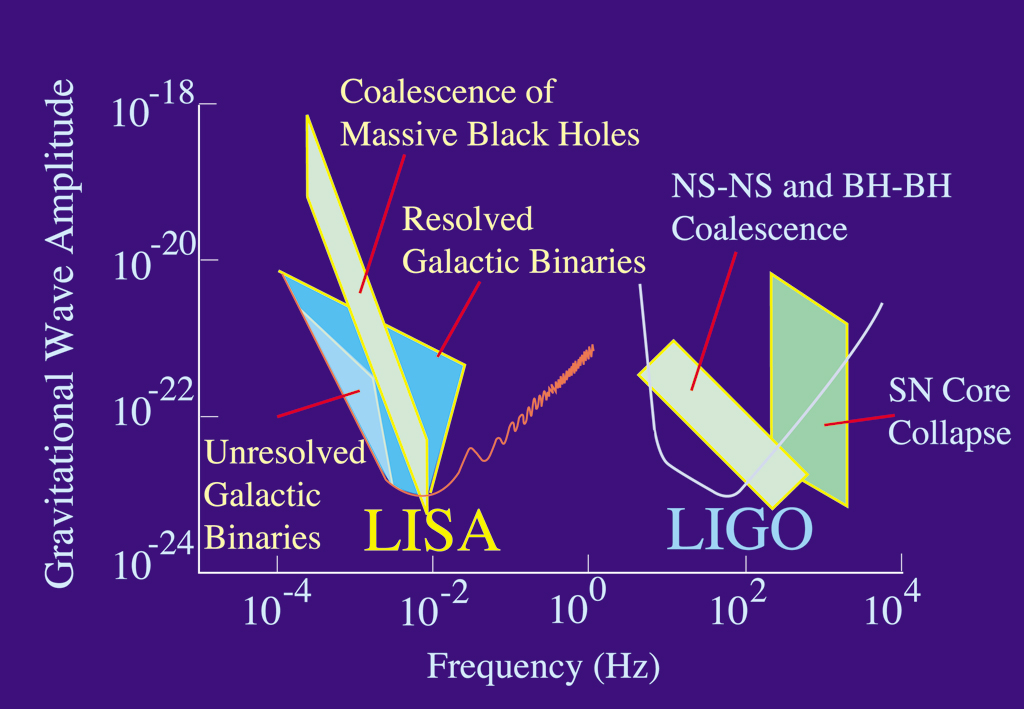
LIGO和LISA主要探测的波源频域分布。橫軸為頻率，縱軸為重力波振幅。

重力波的產生，是由於加速度運動及其加速度的變化，且此不可為完美球形對稱之運動（如擴張或收縮中的球體）或對稱之旋轉（如旋轉中的圓盤或球體）。例如，一個啞鈴以其把手鐵桿作為對稱軸旋轉，則不會產生重力波，但如果將其置於地面，以其質心作為圓心旋轉（即旋轉軸垂直於連接啞鈴兩端的把手），則會產生重力波，一支鉛筆的旋轉會否產生重力波，要看其旋轉軸，如果啞鈴的兩端質量極高，就可以模擬中子星或黑洞雙星系統；又例如，一支鉛筆的旋轉會否產生重力波，要看其旋轉軸，沿著鉛筆則無，垂直於鉛筆則有:149。非對稱系統的質量越高，運動速度越高，其散發的重力波就會越強:149 。
以下提供一些例子：
- 兩個天體互相繞行，如行星繞行恆星運動，會輻射重力波。
- 非軸向對稱之小行星的自轉－意即若其赤道處有許多坑洞或顛簸－會輻射重力波。
- 超新星通常會產生重力波，除非其爆炸之形狀為完美對稱，而這幾乎不可能。
- 一個不會自轉的固態天體以等速度運動時不會產生重力波。（此即動量守恆定律）
- 一個旋轉中的圓盤不會輻射重力波。（此即角動量守恆定律，但其會有重力磁性）
- 球形脈動的球狀星體（單極矩或質量不為0，但四極矩為0）不會輻射重力波。（詳細請見Birkhoff's theorem）

重力波的頻率取決於動態系統的特徵時間尺度。對於雙星系統，兩個天體相互公轉的頻率就是重力波的頻率。重力波源一般以頻帶分類。1至10 kHz的歸為高頻波源，來自於中子雙星、雙黑洞、超新星等等，這一頻率段在地基重力波探測器的偵測精度範圍以內。1 mHz至1 Hz的歸為低頻波源，來自於超大質量黑洞、矮雙星、白矮雙星等等，能用太空激光干涉儀和航天器多普勒跟蹤方法來偵測。1 nHz至1 mHz的歸為甚低頻波源，來自於超大質量黑洞、宇宙弦尖點（cosmic string cusp）等等，這是脈衝星計時實驗所研究的頻帶。最後10−18至10−15 Hz的歸為極低頻波源，對應於宇宙微波背景中所能探測到的重力波特徵:149-150。

### 

聯星绕质心运动的示意图，在牛顿力学中这个轨道总是稳定的，但在相对论力学下引力辐射会造成轨道的缓慢收缩

能够辐射可观测量级重力波的密近包括白矮星、中子星和黑洞等致密恒星组成的双星系统，例如黑洞双星、黑洞-中子星、双中子星、双白矮星等等。它们具有很大且随时间变化的四极矩，对LIGO等地面探测器和空间探测器LISA而言都是重要的重力波源，也是至今唯一由间接观测证实的重力波源（脉冲雙星系統PSR 1913+16）。从总体上看，双星系统的引力辐射过程实际是一个双星逐渐接近结合的过程，这一过程按顺序分为旋近、合并、自转减缓三相。
引力辐射會使在旋近态中的双星损失动能，造成其轨道以很缓慢的速度发生衰减，两颗恒星逐渐接近。换句话说，它们发生引力辐射的时间尺度远大于其公转周期，因此这一过程被认为是绝热的，最常用的预测波形的方法是后牛顿近似方法。从重力波的频率估算方法可知，双星系统的辐射频率与其自身密度的平方根成正比关系。地面探测器可探测的双星包括中子星和恒星质量黑洞，LISA则负责探测白矮星等未知双星和超大质量黑洞:第4.2.3節:149-150。
轨道运动辐射的能量会造成轨道的收缩，其结果是观测到发射的重力波频率随时间增加而变大，这种波叫做啁啾（chirp）信号。如果能够观测到啁啾的时间尺度，就可以推算出双星的啁啾质量；进而可以从啁啾质量和观测到的重力波振幅推算出双星到地球的距离，这意味着将有可能进一步藉此测量哈勃常数和其他宇宙学常数。
随着双星系统的轨道衰减逐渐加快，绝热近似不再适用，这样双星系统进入合并态：两颗恒星接近后发生猛烈的接触合并成一个黑洞，并有相当部分的质量以重力波的形式释放（但也有很大一部分质量由于角动量守恒的制约无法离开黑洞视界，从而在黑洞附近形成吸积盘，一般说法认为这有可能会导致伽玛射线暴的形成），这里后牛顿近似方法不适用（参见恒星质量黑洞一節）；这个合并形成的黑洞随后进入自转减缓态，随着引力辐射黑洞的自转频率逐渐降低，最后稳定成一个克尔黑洞。
本质上，双中子星在宇宙中的数量相对稀少，在可观测的范围内它们的数量要少于中子星-白矮星组成的双星系统，更少于宇宙中广泛存在的低频（10−5至10−1 Hz）的双白矮星系统。这些双白矮星在数量上和寿命上都要远大于像PSR B1913+16这样处于轨道收缩态的双中子星。这是由于大多数恒星都具有较小的质量，而大多数恒星又都是双星。据估计，LISA有可能发现上千个这样的双白矮星系统，其发现概率远大于地面探测器对双中子星的探测期望。不过事实上，银河系内太多的双白矮星系统会形成频率低于1毫赫兹的背景噪声，这种背景噪声叫做「迷惑噪声」，它将高于LISA本身的仪器噪声，但这些噪声不会影响对较强的黑洞信号的探测。而河外星系的双白矮星则由于振幅太低，尽管也能够形成高至1赫兹频率的背景噪声，其程度仍然远在LISA的仪器噪声之下。

### 脉冲星

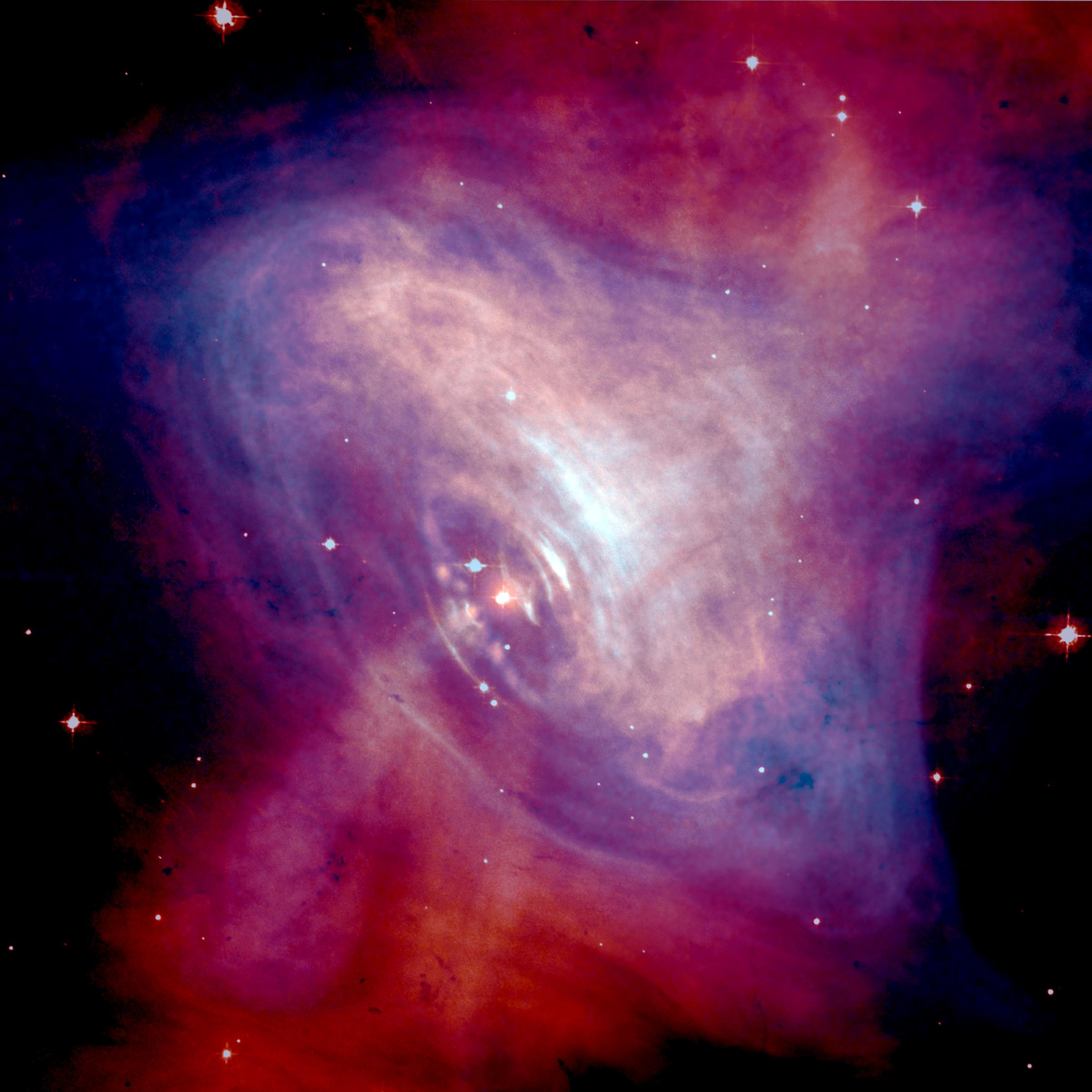
蟹状星云，蓝色部分为钱德拉X射线天文台拍摄的X射线图像，红色部分为可见光图像，其星云中心附近存在一颗年轻的脉冲星PSR J0534+2200，極有可能會被证实为重力波源的天体之一。

对于一颗独立自转的中子星（脉冲星）而言，要成為重力波射源，其质量（或质量流）分布必須存在不对称性。非对称性的来源机制包括两类。
第一种情形是相对于星体固定的非对称性，可能的机制包括：
- 星体本身即是非完全对称的类球体（例如球状星团Terzan 5内部的脉冲星PSR J1748-2446ad，自转频率716赫兹，是已知自转最快的脉冲星[51]）
- 脉冲星的磁场方向与其自转轴方向不一致（例如PSR 1828-11）
- 恒星吸积导致的非对称性（典型例子即低质量X射线双星，例如天鹅座X-1）

现在一般认为中子星的壳层不足以支持质量超过10−5倍太阳质量的非对称性。例如，根據估算，LIGO的预期波源PSR J2124-3358的非对称性上限佔总质量的1.1×10-7。从这一点估算出的自转减慢态的时间尺度比实际长得太多。因此看来引力辐射并不足以成为中子星自转减慢的主要原因。以蟹状星云内部的年轻脉冲星PSR J0534+2200为例，其非对称性小于总质量的3×10-4，重力波的振幅上限约为6×10-25；而对于较老的毫秒脉冲星，非对称性只有总质量的10−9左右，如果距离地球1秒差距，估算得到的振幅上限量级为10−28。虽然这些典型的振幅都远低于LIGO的灵敏度，但只要长时间進行测量，就可以找到其对应的相关信号。
第二种情形是非对称的部分相对于星体是运动的，典型的例子即是中子星r模式的不稳定性，也被称作中子星上的罗斯比波（Rossby Wave），这个名称来源于其机制类似于地球表面的科里奥利力。这种情形下，理論計算所得的引力辐射频率為自转频率的4/3倍。

### 引力坍缩和伽玛射线暴
中子星的形成来源于超新星的引力坍缩，超新星内核的坍缩速率可达每秒七万千米。这种引力坍缩并不是高度对称的，这一点已经在对超新星SN 1987A的观测中得到证实。因此这种引力坍缩会产生一种持续时间很短且无周期性的重力波突发信号，并伴随電子捕獲和中微子输运的过程。但引力辐射的波形和振幅都很难从理论上预测，一般认为只能運用数值模拟的方法。这种突发信号的频带可能很宽，中心频率在1千赫兹；或者有可能是在100赫兹到10千赫兹之间任意一个频率的周期性啁啾信号。理论上估计，如果在室女座星系团之内發生超新星坍縮，而且其发射的能量要大于0.01倍太阳质量，那麼现在的地面探测器就有可能观测到这类事件:第4.2.5節。但事实上到底有多大比例的能量以辐射的方式释放出來仍然是一个未能解决的问题，现在一般认为辐射能量不会超过超新星总质量的10−6，当前的重力波探测器还没有能力探测到河外星系内的超新星爆发。这类事件在银河系内的发生概率大概有几十年一次，根據計算，來自10千秒差距外引力坍缩的引力輻射振幅约为10−20，持续时间为几个毫秒。新一代地面探测器的灵敏度应该可以达到相应的水平:6:第3.2節。
伽玛射线暴是短时间（几毫秒至几分钟）内极高强度的伽玛射线辐射突然爆發事件，按持续时间分为长短两类。根據大多数观测所得出的结论來看，伽玛射线暴很可能是高速自转的黑洞诞生時所产生的。果真如此的话，相对于引力坍缩來說，这种高速自转的非对称性结构會形成高度稳定的引力辐射，因而有可能在观测到其电磁辐射爆發的同时探测到相应的引力辐射。不过这种事件应该并不多见，所以需要一个很广的观测距离（至少约3吉秒差距），以及相当比例的辐射能量。然而，2007年2月发生了一次来自仙女座星系方向的GRB 070201短伽玛射线暴，而LIGO并没有探测到引力辐射的存在。这可能是因为GRB 070201发生地點比仙女座星系更為遥远，但也可能暗示伽玛射线暴并非源于黑洞或中子星的形成过程，而是来自如磁星这样带有极强磁场的软伽玛射线复发源。

### 恒星质量黑洞
天文学家现在认识到宇宙中存在数量丰富的黑洞，根據質量可分為恒星质量黑洞和位於河外星系中心的超大质量黑洞。这两类黑洞的质量非常不同，因此它们的引力辐射的机制和频率存在很大差别：恒星质量黑洞一般具有10倍左右太阳质量，形成于红巨星或超新星爆发时内部的引力坍缩；大质量和超大质量黑洞的质量则在105至1010倍太阳质量范围内，其形成机制至今还不十分清楚。黑洞双星的自然频率和其质量成反比。这表明恒星质量黑洞的重力波频率在地面探测器的偵測范围内，而超大质量黑洞的重力波只能用LISA这样的空间探测器捕捉到。

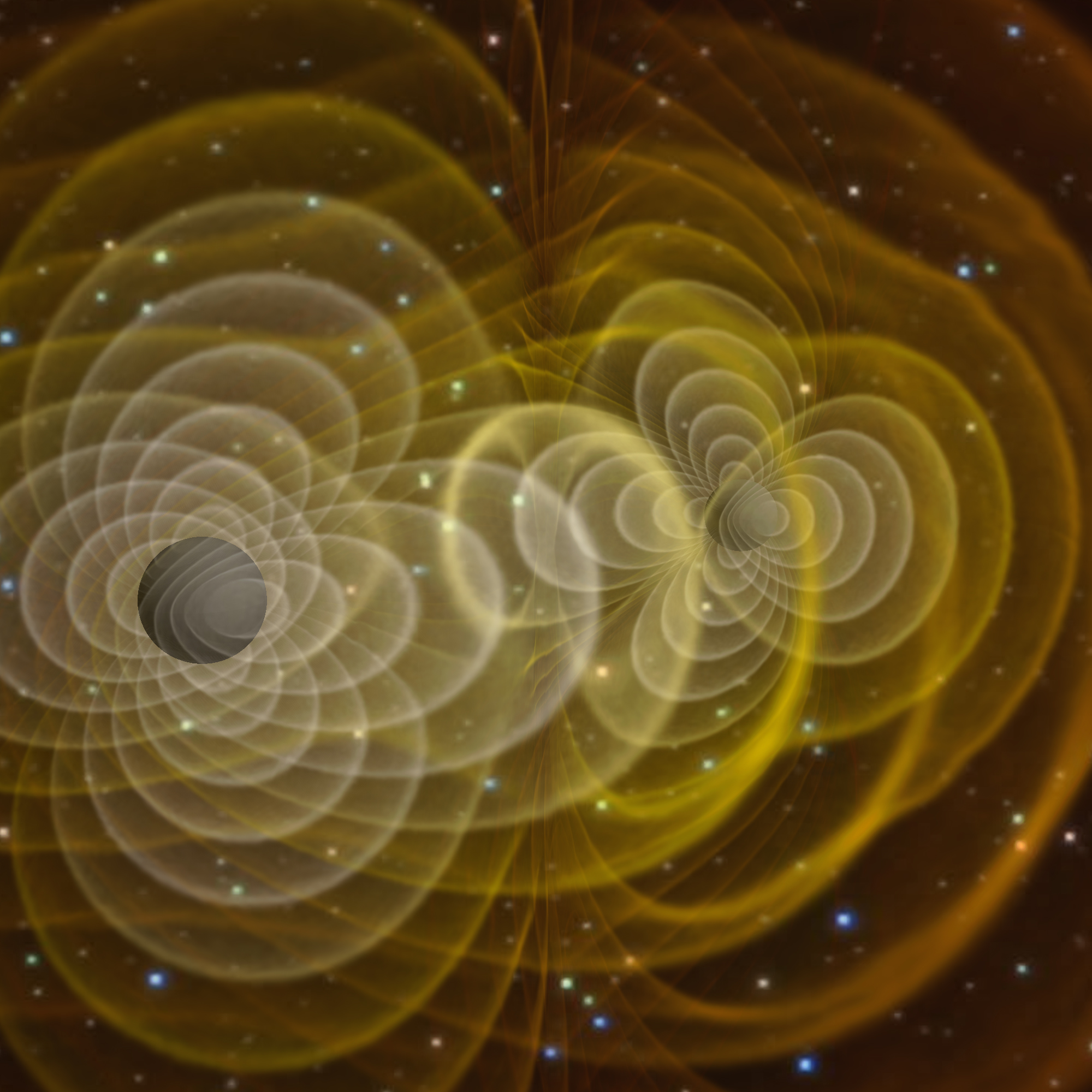
NASA超级计算机模拟得到的黑洞双星开始合并的情形

恒星质量黑洞的引力辐射一般认为来源于双星系统（其中至少有一个是黑洞）的旋近-合并-自转减缓这一系列过程，这和双中子星等其他双星系统的重力波辐射机制是相同的。在旋近态中，两个黑洞的距离相当远（{\displaystyle r\gg 4M}），并以很缓慢的速度逐渐接近。這時和所有双星系统一样，后牛顿近似完全足够解决此类问题。不过当黑洞双星的距离逐渐拉近，直到其轨道缩减为最内稳定圆轨道（Innermost Stable Circular Orbit，简称ISCO）时，黑洞掉入彼此的事件視界之内，双星从旋近态向合并态转变。这种相变完全是一種相对论性效应，因此后牛顿近似在这里完全不适用。黑洞的合并必然会伴随著重力波信号的突然發射，目前这种信号只能采用数值相对论模拟的方法來分析，并且有很多实际计算上的困难。而且对于质量超过50倍太阳质量的黑洞，旋近态终止时的频率是最后稳定轨道的公转频率，这个值大概只有黑洞自然频率的0.06倍，约30赫兹。这个频率已经接近地面探测器的低频极限，即使仅是探测到此类事件也需要对波形进行一些预测，因而黑洞合并数值模拟的结果对这种重力波的探测有重要意义。合并后系统进入自转减缓态，两个黑洞的视界合并成一个，黑洞双星以类似阻尼振动的形式放出引力辐射，逐渐稳定为一个单独的克尔黑洞，此过程的时空度规可以用对克尔时空的线性微扰理论解出。自转减缓态的一个特征是它具有在数学上为複數的自转频率，即复数频率的实部是特征频率，虚部是阻尼因子。理论上克尔黑洞的质量和角动量完全决定了所有可能的复数频率，这些频率是离散的并且有无穷多个，统称为黑洞的准简正模式（Quasi-normal modes），而黑洞的自转则可用这些准简正模式的线性叠加来描述。
虽然宇宙间黑洞的数量要低于中子星，但据估计在空间尺度上两个黑洞构成的双星系统数量反而要比中子星的双星系统多，主要是因为中子星的双星系统相对黑洞双星系统而言不容易形成。有说法认为球状星团是以高效率形成黑洞雙星的地方，如果事实如此，那么宇宙间黑洞双星的数量可能会比中子星双星的数量高十倍左右。由于球状星团内部的黑洞质量大于恒星的平均质量，黑洞会逐渐向星团中心运动，在中心三体的相互作用是双星形成的主要机制。值得注意的是，这类双星系统与球状星团的引力束缚并不强，其结果就是双星有可能脱离星团开始独立演化，其稳定时间一般在1010年之内。现在的研究对于恒星质量黑洞的合并几率还不很确定，但一般认为在15兆秒差距的范围内每年至少会发生几次。

### 大质量和超大质量黑洞

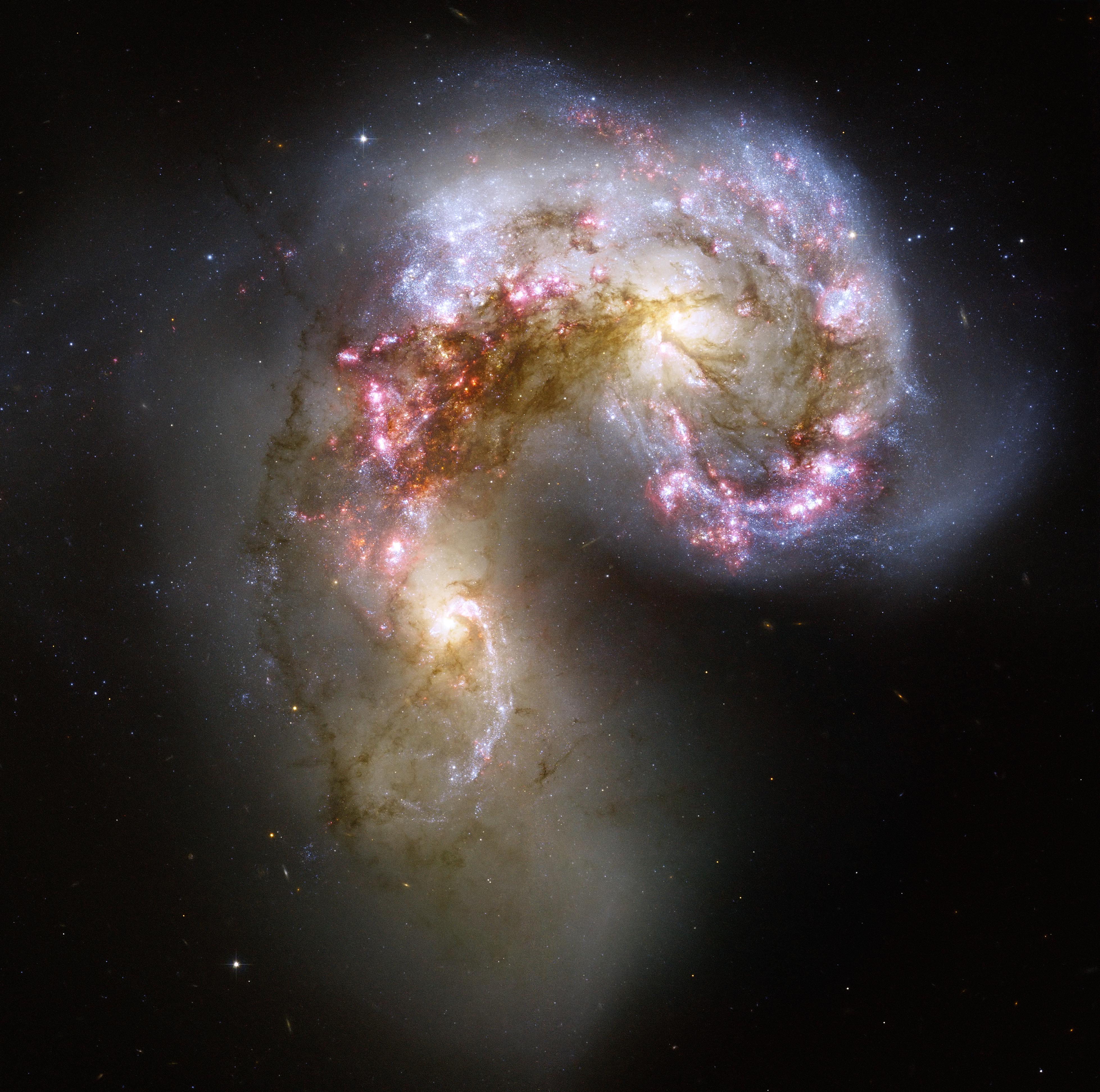
哈勃太空望远镜拍摄的双天线星系，星系的碰撞很有可能导致其中心超大质量黑洞的合并

来自大质量和超大质量黑洞（即“星系质量”）的引力辐射存在两种形式：一种是超大质量黑洞的合并，另一种情形是大质量黑洞对小质量致密天体的俘获所释放的引力辐射。兩者的合併模式不同，因此所發出的重力波形、理論的預測能力以及偵測方法都有所不同。

#### 星系合併
兩個超大質量黑洞的合併，就是恒星质量黑洞合并的加强版。由于參與的质量很大，其引力辐射的频率很低，但振幅却相当高。因为有效信号振幅和黑洞质量基本成近似线性关系，在相同距离下质量为106倍太阳质量的大质量黑洞的引力辐射振幅约为10倍太阳质量的黑洞引力辐射的105倍（h ~ 10−17）。这意味着空间探测器对于这类信号会具有非常高的信噪比，无论这类波源位于宇宙间哪个角落。现在一般认为在大多数星系中心都存在质量至少在106倍太阳质量以上的大质量或超大质量黑洞，并有证据表明超大质量黑洞的质量与其宿主星系核的质量成正比关系。与恒星不同的是，星系之间发生碰撞的概率相当高，例如蛇夫座的星系碰撞殘留物NGC 6240，當中含有兩個分別來自原星系的超大質量黑洞。在兩個星系合併後，兩者中心的黑洞會逐漸向新形成的星系中心漂移并最终发生碰撞，这一机制说明宇宙间超大质量黑洞合并的几率是相当高的。

#### 極端質量比例旋

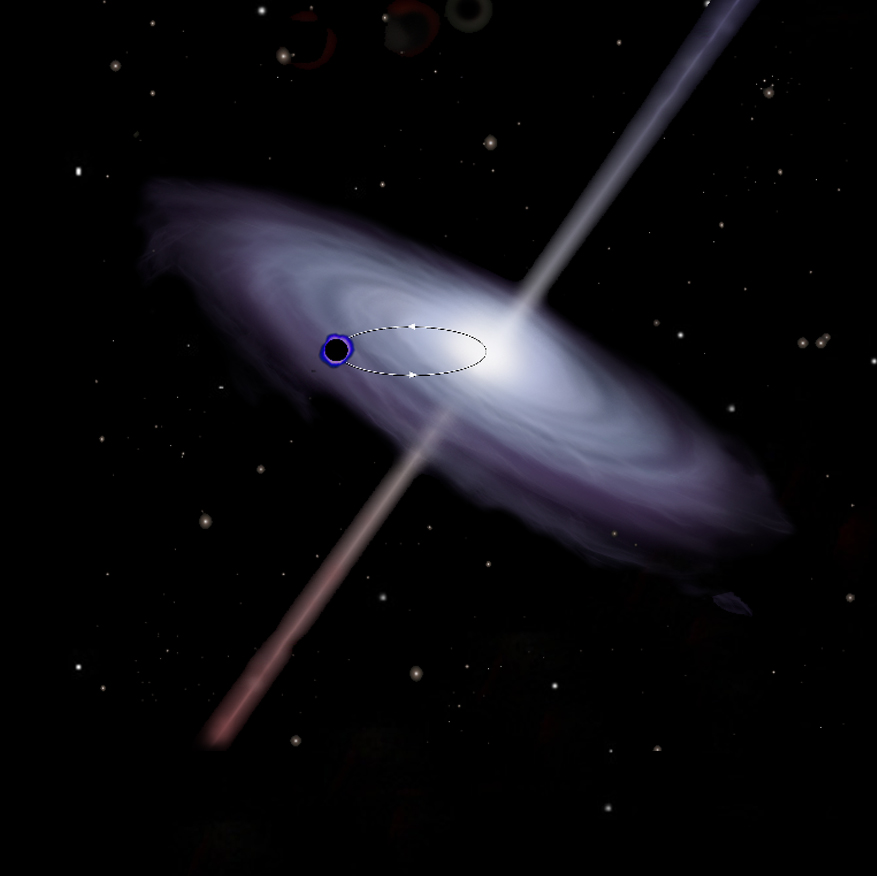
小质量致密天体与星系中心的大质量黑洞形成的EMRI是LISA重要的探测波源之一

超大質量黑洞與白矮星、中子星、恒星质量黑洞和中等质量黑洞等較小質量緻密天體合併，这被称作极端质量比例旋（Extreme Mass Ratio Inspiral，簡稱EMRI）。当一个致密星体碰巧接近星系中心的超大质量黑洞时它有可能被俘获，在围绕着超大质量黑洞公转的同时放出引力辐射，因此这也是一种旋近态。不过由于两者质量比例悬殊，这种旋近态的变化比一般的双星系统更为缓慢，从观测的角度来说，这意味着可以用长达数年的时间观测到同一种波形。这种引力辐射可近似为从一个克尔黑洞附近的一个质点放射出的啁啾信号，而质点的轨道有可能是高度偏心的（偏心率接近1）。随着引力辐射系统动能不断减少，这使得轨道的偏心率逐渐降低，在旋近态的后期有可能降低到0.4左右，在这段时间内EMRI的辐射频率稳定在LISA的测量频域之内。其波形包含了黑洞附近的时空几何信息，尤其有可能通过对黑洞质量和自旋的观测来验证黑洞无毛定理。
EMRI的发生率与星系的构成方式关系不大，所以LISA在一年的时间内有能力观测到这类事件上百次。距离最近的事件有可能在红移小于0.1之内，前提是理论研究能够对质点运动的轨道在数十个周期内做出较为精确的预测。但在理论上预测这种轨道并不那么容易，主要原因在于围绕克尔黑洞的高度偏心轨道有可能是混沌的，如果质点的运动轨迹远离黑洞的赤道平面轨道将变得非常复杂，有可能在整个视界内高速游荡。想要准确预测数十个周期内的轨道运动，需要定义好的初始条件以及多达14个用来区分不同运动且足够精确的参数，这就导致探测筛选这种信号需要一组数量非常庞大的波形模板，完全计算这些模板甚至超越了现有计算机的计算能力，这导致单纯的模式匹配算法很可能并不适用于此。至今最常见的EMRI波形的数值解法是由康乃尔大学的索尔·图科斯基于1970年代创立的图科斯基方程。

### 大爆炸

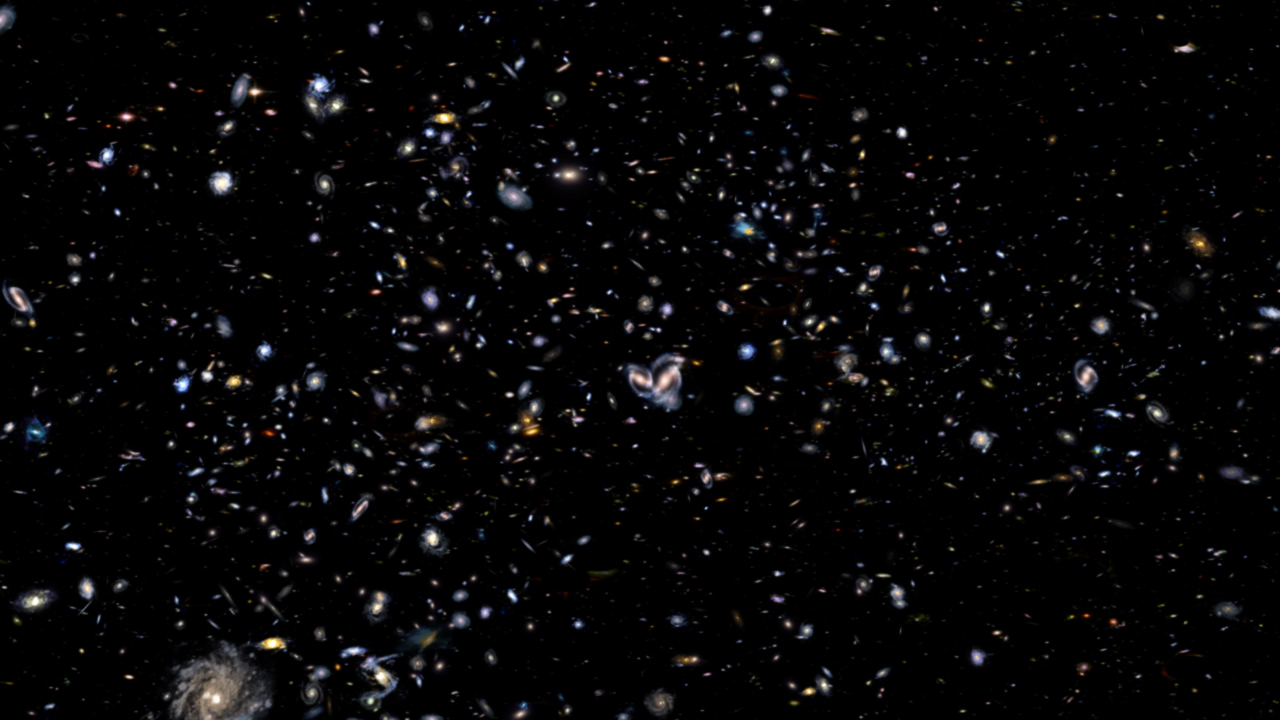
基于暴脹理论的星系起源，星系起源于最初质量密度的微扰，而这些微扰形成了今天的引力随机背景辐射

重力波自诞生起在宇宙中的传播至今就几乎没有衰减或散射:第1節，从引力子的角度看，是因为引力子具有非常小的散射截面:6.。宇宙微波背景辐射揭示了大爆炸之后105年的宇宙状况，对太初核合成的研究揭示了大爆炸之后几分钟内的宇宙状况，而重力波的诞生则可以追溯到大爆炸之后小于10−24秒的时间范围之内。对这种引力随机背景辐射的观测是重力波天文学最重要的课题之一:第3.6節。
与一般情形下的重力波用平均振幅描述不同，重力波的随机背景辐射通常用波场的能量密度描述，这种随机背景辐射可以来自任何天体（例如双白矮星等双星发出的迷惑噪声），也可以来自大爆炸。对于宇宙学中的场，一般要将这个场的能量密度归一化到宇宙的临界密度。尽管现在还不确定重力波场的能量密度的具体数值，但在当代宇宙学的框架下，背景辐射的能量密度受到太初核合成、微波背景辐射以及脉冲星计时的约束：太高的能流密度会破坏太初核合成理论的成立，太高的能量涨落则与实际各向异性非常小的微波背景辐射不符，而对毫秒脉冲星计时的观测证实了重力波的背景辐射强度不足以高到使脉冲星信号间隔发生可观测变化的程度。
在描述早期宇宙的暴脹模型中，引力子在普朗克时期内产生，并有可能按照引力场和其他场的自由度均分，这就形成了其温度相当于微波背景辐射的重力波的热背景辐射。其后宇宙进入暴脹时期，暴脹对最初质量密度的形成提供了足够大的微扰，这种机制使星系能够形成。而这些微扰则以引力场微扰的形式传播至整个宇宙形成了随机背景辐射。重力波形成的随机背景辐射被认为是各向同性、静态且无偏振的。而暴脹理论预言下的频谱是平坦的，即能量密度与频率无关。宇宙背景探测者（COBE）通过对微波背景辐射的观测得到在频率为10−18赫兹处的能量密度上限为3×10-14。如果暴脹理论是正确的，这意味着对所有频率的背景辐射都具有相同的能量密度。这样低的能量密度导致现有的任何探测器都无法捕捉到暴脹的重力波信号。在不同于暴脹的其他模型下，例如宇宙弦（cosmic string）的振动也会产生能量密度与频率无关的引力辐射，而宇宙弦预言下的能量密度达到了当前可观测的量级。
对于这种信号LIGO在频率100赫兹的灵敏度为10−5，但通过对两个探测器（例如LHO和LLO，或者LIGO和VIRGO，GEO600等）符合测量得到的结果进行互相关计算可提高到10−6，因此互相关是搜寻此信号的重要手段。而Advanced LIGO在这个频率上的灵敏度预计可达到10−9；LISA在频率1毫赫兹的灵敏度可达10−8，但在实际观测中能否达到这个数值取决于双白矮星等产生的背景噪声是否会将随机宇宙背景辐射淹没。除此之外，r模式的中子星、双中子星和黑洞以及某些超新星爆发都有可能将频率高于0.1毫赫兹的宇宙背景辐射淹没。一般认为来自双星的背景噪声在低于10微赫兹的频率下快速降低，因此微赫兹量级的空间探测器可能是探测宇宙随机背景辐射的最佳手段。

## 探測

### 重力波天文学
重力波天文学自20世紀中葉以來逐漸興起，與傳統的電磁波天文學不同的是，它通過測量重力波來研究各類相對論性天體及宇宙現象。重力相互作用對於電磁相互作用來說極為微弱，所以它的直接观测对现有技术而言还是一个很大的挑战。1916年阿尔伯特·爱因斯坦发表广义相对论，在理论上预言了重力波的存在，但之后百年中都未被直接观测到。然而通過各種間接手段，科學家已經為重力波的實際存在定下了強大的理論和實驗基礎。最著名的例子是普林斯顿大学的拉塞爾·赫爾斯和約瑟夫·泰勒所發現的赫爾斯－泰勒脈衝雙星（PSR 1913+16）。這一系統的相互旋近現象是重力輻射能夠使系統能量衰減的最佳證據，而兩人也因此獲得了1993年的諾貝爾物理學獎。2014年3月17日，哈佛－史密松天體物理中心的天文學家宣佈利用BICEP2探測器在宇宙微波背景中觀測到B模偏振，但在後來的分析驗證中發現無法排除星際塵埃的可能，該研究團隊並於2015年1月30日承認資料判讀有誤。若後續實驗（例如BICEP3）能確切得到重力波效應的成果，將成為宇宙暴脹和大爆炸理論的強烈證據。2016年2月11日，爱因斯坦预言重力波百年之际，激光干涉重力波天文台（LIGO）团队在华盛顿宣布于2015年9月14日9时51分许完成人类对于重力波的首次直接探测。
重力波和電磁波所攜帶的有關波源的信息非常不同。重力波與波源整體的宏觀運動直接相關，而非像電磁波一樣來自於單個原子或電子的運動之疊加。例如對於一個雙星系统，對重力波偏振的測量可以讓科學家得知其軌道傾斜度，而這類有關波源運動的宏觀信息是無法從電磁輻射觀測中取得的。重力波波長一般是波源尺寸的幾個數量級以內，而不像電磁波一樣波長比波源尺寸小很多。这使得重力波天文学通常不能像电磁波天文学那样对波源进行拍照成相，而是类似声波直接从波形分析波源的性质。許多重力波源很难或根本无法通过电磁辐射直接观测到（例如黑洞），反之亦然。由於暗物质佔星系物質的絕大部份，而且不發出任何電磁波，所以重力波天文学对这些暗物质的观测和研究具有重要意义。重力波的另一特點在於它幾乎不與物質進行交互作用。來自遠方天體甚至是宇宙誕生時所產生的重力波至今幾乎沒有发生衰减或散射，这意味着重力波可以作為研究宇宙深处的重要工具。宇宙形成後38萬年，電磁波才開始能夠穿透宇宙的物質，因此在這一堵「墻」以前的宇宙是無法通過電磁波來直接觀測的，重力波也就成為了直接观测大爆炸的仅有工具。

### 探测器

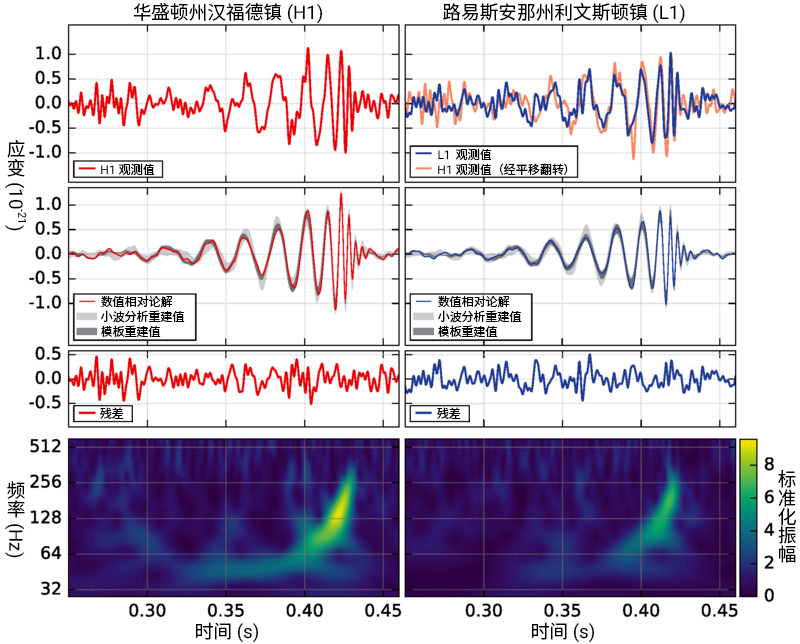
LIGO位于汉福德（H1）及利文斯顿（L1）的两架干涉仪于2015年9月14日探测到的重力波事件GW150914。这是人类史上首个重力波直接探测结果。

劇烈事件所發出的重力波經過天文距離，在到達地球後，強度已降至很低的水平，振幅的數量級在10−21以下。再加上各種來自儀器內外的雜訊，實際重力波信號的探測變得非常困難。因此在探測重力波時，儀器須有極高的精確度和降噪能力。
第一架实际投入应用的重力波探测器是1960年代美国马里兰大学的约瑟夫·韦伯（Joseph Weber）制造的铝质实心圆柱，通常称为共振质量探测器或棒状探测器。各國科學家利用該探測器，並沒有取得能令人信服的重力波信號證據。
1970年代后，同樣來自韋伯的激光干涉重力波探测器开始兴起。随着激光和镜面工艺的进步，這種新型的大型重力波探測器在世界各地甚至計劃在太空建造起來，包括：激光干涉重力波天文台（LIGO）、GEO600、TAMA300、VIRGO以及还有美国和欧洲合作计划中的激光干涉空间天线（LISA）等等。截至2012年，最為敏感的探測器位於LIGO和VIRGO天文台，靈敏度高達5×1022分之一。
迈克耳孙干涉仪应用激光光束来测量两条相垂直的干涉臂的长度差变化，可以說是最直接的重力波探测器。最大的激光干涉重力波天文台LIGO主要由加州理工學院和麻省理工学院负责运行，也是美国国家科学基金会资助的最大科研项目之一。其精確度數量級已经达到10−22。VIRGO位于意大利比萨附近，是一架双臂长度为3千米的地面激光干涉探测器，自2007年起开始进行科学观测，並具有和LIGO相媲美的灵敏度。GEO600位于德国汉诺威，双臂长度为600米，其工作带宽为50赫兹至1.5千赫兹。一個稱為Einstein@Home（愛因斯坦在你家）的分佈式計算計劃使公眾能在個人電腦上通過此軟件幫助分析LIGO和GEO600所採集的脈衝星數據。
為了避免地球上眾多的雜訊來源，可通过人造衛星和航天器以高精度測量重力波。例如，科學家通過监测行星际航天器（如圍繞木星和土星的航天器）的通信信号返回时间来观测重力波的特征影响。欧洲空间局正在研究中的LISA項目將由三个相同的航天器组成一个边长为500萬公里的等边三角形，整体沿地球轨道绕太阳公转。這個系統會監測重力波通過任意一個組成衛星時所造成的激光干涉上的變化。
許多脈衝星可以作為極為精確的時鐘。低頻重力波通過地球時會造成時空擾動，使地球上的時鐘和脈衝星的計時之間產生偏差。科學家由此已經推導出一些有關隨機背景重力波的信息。

### 直接探测
2016年2月11日，爱因斯坦提出广义相对论并预言重力波的存在100周年之际，LIGO团队在华盛顿特区召开新闻发布会，宣布LIGO在经过五年的系统升级之后完成人类历史上首个重力波直接探测结果，GW150914。这束重力波的信号于2015年9月14日9时51分（UTC）许被位于利文斯顿和汉福德的两架LIGO激光干涉仪几乎同时捕捉到。根据探测信号，这束重力波来自位于南天的距地球约13亿光年的双黑洞。两个黑洞的质量分别约为太阳质量的29和36倍。它们经过互相旋近后合併为质量约为太阳62倍的黑洞，有约3倍太阳质量的能量在不到1秒的时间内以重力波的形式释出，其峰值功率达到了全宇宙的所有可见光功率的50倍。这次合併发生在约6亿至18亿年前。他们的探测结果的显著性大于5.1σ。

## 進階理論
阅读本节需要了解电动力学和广义相对论的基本概念，可直接参阅有关书籍。

### 线性爱因斯坦方程

重力波——时空的波纹（示意图）

广义相对论预言下的重力波是以波形式传播的时空扰动，被形象地称为“時空漣漪”。广义相对论下的弱引力场可写作对平直时空的线性微扰：（以下采用自然单位，引力常数G和光速c都設為1）:189-194
{\displaystyle g_{\alpha \beta }=\eta _{\alpha \beta }+h_{\alpha \beta }}，其中{\displaystyle |h_{\alpha \beta }|\ll 1}
这里{\displaystyle \eta _{\alpha \beta }={\text{diag}}(-1,1,1,1)}是平直时空的闵可夫斯基度规，{\displaystyle h_{\alpha \beta }}是弱引力场带来的微扰。在这个度规下计算得到的黎曼张量为
{\displaystyle R_{\alpha \beta \mu \nu }={\frac {1}{2}}\left(\partial _{\mu }\partial _{\beta }h_{\alpha \nu }-\partial _{\mu }\partial _{\alpha }h_{\beta \nu }+\partial _{\nu }\partial _{\alpha }h_{\beta \mu }-\partial _{\nu }\partial _{\beta }h_{\alpha \mu }\right)}
爱因斯坦张量为
{\displaystyle G_{\alpha \beta }=-{\frac {1}{2}}\left(\partial _{\mu }\partial ^{\mu }{\bar {h}}_{\alpha \beta }+\eta _{\alpha \beta }\partial ^{\mu }\partial ^{\nu }{\bar {h}}_{\mu \nu }-\partial _{\beta }\partial ^{\mu }{\bar {h}}_{\alpha \mu }-\partial _{\alpha }\partial ^{\mu }{\bar {h}}_{\beta \mu }\right)}
这里{\displaystyle {\bar {h}}_{\alpha \beta }=h_{\alpha \beta }-{\frac {1}{2}}\eta _{\alpha \beta }h}，{\displaystyle h=\eta ^{\alpha \beta }h_{\alpha \beta }}，{\displaystyle {\bar {h}}_{\alpha \beta }}被称作迹反转度规微扰（trace-reverse metric perturbation）。
如果采用洛伦茨规范，爱因斯坦张量的后三项将为零，这里洛伦茨规范的形式为
{\displaystyle \partial ^{\beta }{\bar {h}}_{\alpha \beta }=0}
事实上总可以选择这样的规范条件，并且洛伦茨规范不是唯一的，意味着坐标在一个无穷小的线性坐标变换下仍满足洛伦茨规范，关于这一点请参考有关规范变换的内容。
在洛伦茨规范下，爱因斯坦张量为
{\displaystyle G_{\alpha \beta }=-{\frac {1}{2}}\partial _{\mu }\partial ^{\mu }{\bar {h}}_{\alpha \beta }=-{\frac {1}{2}}\Box ^{2}{\bar {h}}_{\alpha \beta }}
代入爱因斯坦引力场方程{\displaystyle G_{\alpha \beta }=8\pi T_{\alpha \beta }}，
{\displaystyle \Box ^{2}{\bar {h}}_{\alpha \beta }=-16\pi T_{\alpha \beta }}
这个方程又叫弱引力场中的线性爱因斯坦方程。在远源（{\displaystyle T_{\alpha \beta }=0}）的情形下，得到带有达朗贝尔算符的四维波方程：
{\displaystyle \Box ^{2}{\bar {h}}_{\alpha \beta }=0}

### 传播
上面波方程的一般解为如下本征函数的线性叠加：:203-206
{\displaystyle {\bar {h}}_{\alpha \beta }=A_{\alpha \beta }\exp {\left(i\mathbf {k\cdot x} \right)}}
其中{\displaystyle A_{\alpha \beta }}是四维振幅，{\displaystyle \mathbf {k} }是四维波矢，满足条件
{\displaystyle \eta _{\alpha \beta }k^{\alpha }k^{\beta }=0}，这表明重力波传播经过的测地线是零性的，即其传播速度是光速。
四维波矢{\displaystyle k^{\alpha }=\left(\omega _{\vec {k}},{\vec {k}}\right)}，其中{\displaystyle \omega _{\vec {k}}}是波的角频率，{\displaystyle {\vec {k}}}是经典的三维波矢。由于洛伦茨规范并不唯一，此时坐标还不是完全确定的。如果再加上条件：
{\displaystyle {\bar {h}}_{ti}=0}
{\displaystyle \eta _{\alpha \beta }{\bar {h}}^{\alpha \beta }=0}
第一个条件表示重力波张量中所有与时间t有关的分量都为零，第二个条件表示重力波张量矩阵的迹为零。因此这组规范条件叫做横向无迹规范（transverse traceless gauge），简称TT规范。在TT规范下，{\displaystyle {\bar {h}}_{\alpha \beta }=h_{\alpha \beta }}。
由洛伦茨规范和TT规范共同决定下的重力波张量只有两个分量是独立的，它们实际对应着重力波的两种偏振态。对于在z方向传播的波矢{\displaystyle k^{\alpha }=\left(\omega ,0,0,\omega \right)}，这两个振动分量垂直于传播方向，这表明重力波和电磁波一样是横波，其张量形式写作
{\displaystyle h_{\alpha \beta }={\begin{pmatrix}0&0&0&0\\0&h_{+}&h_{\times }&0\\0&h_{\times }&-h_{+}&0\\0&0&0&0\end{pmatrix}}}，
其中{\displaystyle h_{+}}和{\displaystyle h_{\times }}分別為重力波的「十字型」和「交叉型」两种偏振态，上文重力波通過時的效應一節的兩幅動畫示意了两种偏振各自不同的振动形式。

### 辐射
有源的线性爱因斯坦方程解释了波源的运动如何产生引力辐射：
{\displaystyle \Box ^{2}{\bar {h}}^{\alpha \beta }=-16\pi T^{\alpha \beta }}
类似用泊松方程求解牛顿引力势，运用格林函数可得到带有推迟势的一般解：:233-234:300-307:第4.1.1節
{\displaystyle {\bar {h}}^{\alpha \beta }\left(t,{\vec {x}}\right)=4\int \operatorname {d} ^{3}x^{\prime }{\frac {T^{\alpha \beta }\left(t-|{\vec {x}}-{\vec {x}}^{\prime }|,{\vec {x}}^{\prime }\right)}{|{\vec {x}}-{\vec {x}}^{\prime }|}}}
这里{\displaystyle T^{\alpha \beta }}所处在的时间是{\displaystyle t-|{\vec {x}}-{\vec {x}}^{\prime }|}，表示重力波从源点{\displaystyle {\vec {x}}^{\prime }}传播到场点{\displaystyle {\vec {x}}}经过了时间为{\displaystyle |{\vec {x}}-{\vec {x}}^{\prime }|}的延迟。
在远场近似和长波极限下，格林函数解近似为
{\displaystyle {\bar {h}}^{\alpha \beta }\left(t,{\vec {x}}\right)\approx {\frac {4}{r}}\int \operatorname {d} ^{3}x^{\prime }T^{\alpha \beta }\left(t-r,{\vec {x}}^{\prime }\right)}
其中标量{\displaystyle r=|{\vec {x}}-{\vec {x}}^{\prime }|\approx |{\vec {x}}|}是源点到场点的距离。
相对论中波源的质能守恒和动量守恒合起来写作
{\displaystyle T_{,\beta }^{\alpha \beta }=0}
因此动量-能量张量{\displaystyle T^{\alpha \beta }}中的{\displaystyle T^{tt}}（质量-能量密度）和其他所有和时间t有关的分量{\displaystyle T^{it}}（动量密度）对时间的偏导数都为零，代入后方程的解可进一步化简为
{\displaystyle {\bar {h}}^{\alpha \beta }={\frac {2}{r}}{\frac {\operatorname {d} ^{2}Q^{\alpha \beta }\left(t-r\right)}{\operatorname {d} t^{2}}}}
这即是引力辐射的四极矩近似公式，描述了一个弱相对论系统引力辐射的最基本情形。其中{\displaystyle Q^{\alpha \beta }}描述了波源的质量-能量分布
{\displaystyle Q^{\alpha \beta }=\int \rho x^{\prime \alpha }x^{\prime \beta }\operatorname {d} ^{3}x^{\prime }}
这里张量{\displaystyle Q^{\alpha \beta }}即是系统的质量四极矩（转动惯量张量），而{\displaystyle \rho \equiv T^{tt}}是波源的质量-能量密度，积分范围是整个波源内部。
四极矩公式的物理意义是引力辐射起始于随时间二阶变化（例如谐振）的四极矩，这一点与电磁辐射不同：电磁辐射起始于随时间二阶变化的偶极矩。这一区别的来源是：一个随时间二阶变化的电偶极矩或磁偶极矩对应着电荷密度中心的振动，这一振动是随意不受限制的；而一个随时间二阶变化的质量的偶极矩对应着质心的振动，这一振动不能满足动量守恒定律，因此不存在这样对时间二阶偏导不为零的质量偶极矩。由于四极矩是偶极矩的更高阶项，这也是引力辐射要远弱于电磁辐射的原因。:第1.2.1節

### 能量
四极矩近似下重力波的光度（总辐射功率）为:239-240
{\displaystyle L_{GW}={\frac {1}{5}}\left(\sum _{i,j}{\frac {\operatorname {d} ^{3}Q_{ij}}{\operatorname {d} t^{3}}}{\frac {\operatorname {d} ^{3}Q_{ij}}{\operatorname {d} t^{3}}}-{\frac {1}{3}}\left({\frac {\operatorname {d} ^{3}Q}{\operatorname {d} t^{3}}}\right)^{2}\right)}
这里Q是张量矩阵{\displaystyle Q_{ij}}的迹。
重力波的能量通量（单位面积的辐射功率）近似为
{\displaystyle F_{GW}\sim |{\dot {h}}|^{2}\sim f^{2}h^{2}}
这里f是单色重力波的频率。
思考一個地面探測器可以感測到的微弱輻射暴，其频率为1000赫兹，到达地球时的引力强度為10-22的重力波，則其能量通量约为{\displaystyle 3\times 10^{-3}W/m^{2}}，这相當於满月时地球從月球接收到的电磁辐射能量通量的两倍，大約有1ms之久，這重力波源是夜間天空最亮的星體。这表明重力波实际可以携带很大的能量，但与物质相互作用力非常小，这才是重力波难以被探测的根本原因。:第2.3節

## 外部連結
- 《大英百科全书》中的条目：Gravitational waves（英文）
- The LISA Brownbag，所有有關LISA科學研究的最重要的電子文獻之選錄
- Astroparticle.org，收錄包括重力波在內一切有關天體粒子學的資訊
- Caltech's Physics 237-2002 Gravitational Waves by Kip Thorne，由基普·索恩所給的有關重力波的講座系列，研究生水平，但不須先擁有廣義相對論、張量分析或微分幾何的固有知識。第1部份：理論（10堂講座），第2部份：探測（9堂講座）
- www.astronomycast.com January 14, 2008 Episode 71: Gravitational Waves （页面存档备份，存于）
- Laser Interferometer Gravitational Wave Observatory （页面存档备份，存于）（激光干涉儀重力波天文台）LIGO實驗室，由加州理工學院和麻省理工學院運作
- The LIGO Scientific Collaboration （页面存档备份，存于）（LIGO科學合作團隊）
- Einstein's Messengers（愛因斯坦的信使）有關LIGO的影片，由美國國家科學基金會製作
- TED：What the discovery of gravitational waves means （页面存档备份，存于） TED Talks: Allan Adams有关重力波演讲
- TED：How LIGO discovered gravitational waves （页面存档备份，存于） TED Talks: Gabriela González解释LIGO探测重力波
- Home page for Einstein@Home project （页面存档备份，存于），LIGO的一項分佈式計算計劃，旨在尋找重力波
- Resource Letter GrW-1: Gravitational waves （页面存档备份，存于），為研究重力波而彙編成的一系列書籍、刊物和網絡資源